# Jan Stanisław Kopczewski
Jan Stanisław Kopczewski (ur. 1929, zm. 29 sierpnia 2016 w Książenicach) – polski publicysta i pisarz, redaktor czasopism młodzieżowych.

## Życiorys
Był synem Władysława Kopczewskiego, założyciela przedwojennego czasopisma „Iskry”. Podczas II wojny światowej więzień obozu koncentracyjnego w Buchenwaldzie. Ukończył polonistykę. Od 1950 roku rozpoczął pracę w warszawskich Państwowych Zakładach Wydawnictw Szkolnych, gdzie był m.in. współtwórcą czasopisma „Polonistyka”. W 1955 roku podjął pracę w Instytucie Wydawniczym „Nasza Księgarnia”, gdzie był członkiem kolegium redakcyjnego miesięcznika „Młody Technik” w latach 1955–1969 oraz redaktorem naczelnym tygodnika „Płomyk” od 1969 do likwidacji czasopisma w 1991 roku. Współpracował również z wydawnictwem „Iskry”, wspierając wydawaną przez nie serię książek „Biblioteka Iskier”.
Autor książek o tematyce historycznej, podręczników i materiałów pomocniczych do języka polskiego oraz audycji radiowych. W 1982 roku otrzymał Harcerską Nagrodę Literacką w kategorii „Nagroda specjalna”.

## Wybrane publikacje
- Co tydzień „Iskry”: o tygodniku „Iskry” (1923–1939) i jego redaktorze, Wydawnictwo Iskry, Warszawa 2009 (o Władysławie Kopczewskim 1888–1969)
- Zabawny leksykon historyczny w 888 pytaniach i odpowiedziach, 2004
- Kościuszko bez krakuski, 1992
- O naszym hymnie narodowym, Instytut Wydawniczy Nasza Księgarnia, Warszawa 1982, ISBN 83-10-07979-6.
- Kościuszko, Pułaski, Wydawnictwo Interpress, Warszawa 1976
- Kazimierz Pułaski, Wydawnictwo Interpress, Warszawa 1973
- Tadeusz Kościuszko, Wydawnictwo Interpress, Warszawa 1971
- Ta ziemia od innych droższa (podręcznik do kl. VIII, 1971)
- Wódz kosynierów Tadeusz Kościuszko, Nasza Księgarnia, Warszawa 1969
- Tadeusz Kościuszko w historii i tradycji, 1968
- Między dawnymi a nowymi laty: wypisy do kl. 8 szkoły podstawowej, Państwowe Zakłady Wydawnictw Szkolnych, Warszawa 1966